# Acanthocinus reticulatus
Acanthocinus reticulatus је инсект из реда тврдокрилаца (Coleoptera) и фамилије стрижибуба (Cerambycidae). Припада потфамилији Lamiinae.

## Распрострањење и станиште
Распрострањена је у већем делу Европе. У Србији је највише налажена у западном и југозападном делу земље.

## Опис
Acanthocinus reticulatus је дугaчка 10—15 mm. Тело је издужено, смеђе боје, покривено жућкасто-сивим или беличасто-смеђим томентом, са доње стране тела су многобројне црне пеге. На пронотуму су испред средине четири слабо изражене, жућкасто томентиране пеге. На покрилцима се уочавају 3-4 уска, изразита ребра која се испред врха покрилаца спајају. Томент на покрилцима је сив или смеђ, мрљаст, а иза средине је широка, коса, сивкасто томентирана врпца. Легалица женке је веома дуга.

## Биологија и развиће
Имага су активна у лето и рану јесен, од јуна до октобра. Ларва се развија две године у сувим стаблима смрче, бора и јеле. Имага се налазе на посеченим стаблима, а активна су ноћу.